# Горки (Конаковский район)
Горки — деревня в Конаковском районе Тверской области. Входит в состав Городенского сельского поселения.

## География
Находится в юго-восточной части Тверской области на расстоянии приблизительно 10 км на север от поселка Редкино на правом берегу Волги.

## История
Известна была с 1627—1628 годов как пустошь. В 1859 году учтено 12 дворов, в 1900 — 25. В период коллективизации в деревне был создан колхоз «Красная горка».

## Население
Численность населения: 113 человек (1859 год, 230 (1900), 39 (русские 100 %)в 2002 году, 33 в 2010.